# Steve Guerdat
Steve Guerdat (n. 10 iunie 1982, Bassecourt⁠(d), Haute-Sorne⁠(d), Cantonul Jura, Elveția) este un sportiv ce a reprezentat Elveția, medaliat olimpic. A participat la 5 ediții ale Jocurilor Olimpice (2004, 2008, 2012, 2016, 2020) în care a câștigat o medalie de aur și o medalie de bronz.